# 10 cm Feldhaubitze M. 99
Il 10 cm Feldhaubitze M. 99 era un obice campale austro-ungarico impiegato dall'Esercito imperial regio durante la prima guerra mondiale.
Il pezzo era di disegno antiquato ed obsoleto già al momento dell'introduzione in servizio. Montava infatti una canna in bronzo ed era privo di freno di sparo; per limitare la corsa di rinculo montava un inefficace vomero a molla. Nonostante i suoi limiti, il M. 99 era l'obice campale standard dell'Imperial regio Esercito allo scoppio della prima guerra mondiale.
La canna del M. 99 equipaggiava anche l'obice da montagna 10 cm Gebirgshaubitze M. 99. Tuttavia, a causa dei pochi esemplari prodotti di quest'ultimo, presso i reparti fu largamente sostituito dagli M. 99 standard con la carreggiata dell'affusto ridotta a 1,3 m (per l'uso sui sentieri di montagna) e con l'eliminazione dei sedili per i serventi (per risparmiare peso).